# Guillaume Musso
Guillaume Musso (franskt uttal: [ɡijom myso] ; född 6 juni 1974) är en fransk författare. Han är idag den mest lästa och sålda samtida franska författaren. 
Guillaume Musso föddes 1974 i Antibes ( Alpes-Maritimes ) i Frankrike.  Efter gymnasiet åkte han 19 år gammal till USA  och tillbringade flera månader i New York,  där han levde på att sälja glass. Sedan kom han tillbaka till Frankrike, tog en examen i ekonomi och undervisade sedan på gymnasiet. Hans första publicerade roman 2001, Skidamarink, är en thriller som inleds med stölden av Mona Lisa från Louvren.
Efter en bilolycka blev Guillaume Musso intresserad av nära-döden-upplevelser och föreställde sig en berättelse om en man som återvänder till livet efter att ha haft just en nära-döden-upplevelse.  Det blev till romanen Et après... som publicerades 2004 av XO Editions och som såldes i mer än 1 miljon exemplar i Frankrike och som även översatts till 23 språk. Efteråt blev även en film i regi av Gilles Bourdos med John Malkovich och Evangeline Lilly i huvudrollerna. 
På svenska finns fem romaner av Guillaume Musso utgivna av Bokförlaget Nona: Samtal från en ängel kom ut 2020, under 2021 kom Central Park och Återträffen och 2022 gavs En ateljé i Paris och Försvunnen ut. Ytterligare en titel kommer under 2023: Flickan från Brooklyn.

## Biografi
- Skidamarink, Éditions Anne Carrière, 2001 och Calmann-Lévy, 2020
- Et après, XO Editions, 2004
- Sauve-moi, XO Editions, 2005
- Seras-tu là? XO Editions, 2006
- Försvunnen (originaltitel: Parce que je t'aime), XO Editions, 2007
- Je reviens te chercher, XO Editions, 2008
- Que serais-je sans toi? XO Editions, 2009
- La Fille de papier, XO Editions, 2010
- Samtal från en ängel (originaltitel: L'Appel de l'ange ), XO Editions, 2011
- 7 ans après, XO Editions, 2013
- Demain, XO Editions, 2013
- Central Park (originaltitel: Central Park ) XO Editions, 2014
- L'instant présent, XO Edition, 2015
- Flickan från Brooklyn,  (originaltitel La Fille de Brooklyn) XO Edition, 2016
- En ateljé i Paris (originaltitel: Un appartement à Paris) XO Edition, 2017
- Återträffen (originaltitel: La Jeune Fille et la Nuit), Calmann-Lévy, 2018
- Öns hemlighet (originaltitel: La vie secrète des écrivains), Calmann-Lévy, 2019; Bokförlaget Nona, 2023
- La vie est un roman, Calmann-Lévy, 2020
- L'Inconnue de la Seine, Calmann-Lévy, 2021